# Márkó Futács
Márkó Futács (* 22. Februar 1990 in Budapest) ist ein ungarischer Fußballspieler.

## Vereinskarriere
Futács entstammt der Nachwuchsabteilung des unterklassigen VIII. kerületi VSC aus dem VIII. Bezirk von Budapest. Von diesem wechselte er früh in den IX. Bezirk zu Ferencváros Budapest. 2006 ging er nach Frankreich in die Jugendabteilung des AS Nancy. Anfang Februar 2009 wechselte der Angreifer zum deutschen Bundesligisten Werder Bremen.
Sein Profiligadebüt gab Futács am 6. März 2010 in einem Spiel der 3. Liga mit Werder Bremen II gegen die Kickers Offenbach. Aufgrund von EU-Richtlinien zur Arbeitnehmerfreizügigkeit musste er ein Jahr auf seine Spielgenehmigung für die zweite Mannschaft von Werder Bremen warten.
Am 23. Juli 2010 wurde er für eine Saison an den Zweitligaaufsteiger FC Ingolstadt 04 ausgeliehen. In seinem ersten Zweitligaspiel für Ingolstadt erzielte er bei der 1:4-Niederlage gegen den FC Augsburg sein erstes Tor.
Als er zur Saison 2011/12 zu Werder zurückkehrte, hatte er keinen Stammplatz und wurde nicht eingesetzt, sodass er, kurz vor Schließung des Transferfensters, zum englischen Zweitligisten FC Portsmouth wechselte. Sein Debüt hatte der Ungar am 10. September 2011, als er im Auswärtsspiel gegen West Ham United in der 83. Minute Benjamin Mwaruwari ersetzte, die knappe 3:4-Niederlage aber nicht mehr verhindern konnte.
Nach dem Abstieg des FC Portsmouth im Sommer 2012 wechselte er ablösefrei zum Zweitligisten Leicester City, wo er einen Dreijahresvertrag bis Ende Juni 2015 unterschrieb.
Im Sommer 2013 verließ er England wieder und kehrte nach Ungarn zu Diósgyőri VTK zurück.
Zur Saison 2014/15 wechselte Futács in die türkische Süper Lig zum Aufsteiger Mersin İdman Yurdu und im Sommer 2016 zum kroatischen Erstligisten Hajduk Split.

## Nationalmannschaft
Mit der ungarischen U20-Nationalmannschaft nahm Futács 2009 an der Weltmeisterschaft teil, wo er bei der Halbfinalniederlage gegen Ghana den Anschlusstreffer zum 2:1 erzielte. Im Spiel um Platz 3, das Ungarn im Elfmeterschießen gegen Costa Rica gewann, musste Futács in der ersten Halbzeit verletzt ausgewechselt werden.
Im März 2014 debütierte er für die Ungarische A-Nationalmannschaft und bestritt in den folgenden drei Monaten insgesamt vier Testspiele.